# Szczyty, kotły i stoki wyspy Reunion
Szczyty, kotły i stoki wyspy Reunion (fr. Pitons, cirques et remparts de l'île de La Réunion) – obiekt z listy światowego dziedzictwa przyrodniczego UNESCO, położony na wyspie Reunion, wpisany na listę w 2010 roku. Obszar obiektu obejmuje centralną część Parku Narodowego Reunionu, a jego powierzchnia stanowi ok. 40% powierzchni wyspy. 
W skład obiektu wchodzą między innymi wulkaniczne masywy Piton des Neiges i Piton de la Fournaise oraz kaldery Mafate, Salazie i Cilaos.